# Tetjana Huzu
Tetjana Kostjantyniwna Huzu (ukrainisch Тетяна Костянтинівна Гуцу, russisch Татьяна Константиновна Гуцу/Tatjana Konstantinowna Guzu; * 5. September 1976 in Odessa, Sowjetunion) ist eine ehemalige ukrainische Kunstturnerin. Sie ist zweifache Olympiasiegerin. 

## Erfolge
Sie begann im Alter von sechs Jahren mit dem Geräteturnen und wurde 1988 ins sowjetische Nationalteam aufgenommen. Ihr erster großer internationaler Wettkampf waren die Weltmeisterschaften 1991 in Indianapolis, wo sie mit der Mannschaft den Mehrkampf gewann und den Einzelmehrkampf auf dem 5. Platz beendete.
Bei den Olympischen Sommerspielen 1992 in Barcelona trat Huzu für das Vereinte Team an und konnte mit diesem den Mehrkampf gewinnen. Zusätzlich wurde sie auch im Einzelmehrkampf Olympiasiegerin. Weitere Medaillen gewann sie am Boden (Silber) und am Stufenbarren (Bronze).
In einem Facebook-Post am 16. Oktober 2017 beschuldigte Huzu den belarussischen Turner Witali Scherbo, sie im Alter von 15 Jahren während des DTB-Pokals 1991 in Stuttgart vergewaltigt zu haben.